# Agostino Trivulzio
Agostino Trivulzio (Milano, 27 settembre 1485 – Roma, 30 marzo 1548) fu un cardinale italiano, legato pontificio e amministratore apostolico di alcune città italiane e francesi.

## Biografia
Nato da una famiglia nobile milanese, ebbe in giovane età una figlia, Sestilia. Era l'ottavo figlio di Giovanni Trivulzio di Borgomanero, consigliere del duca di Milano, e di Angela Martinengo di Brescia. Era nipote sia del cardinale Antonio Trivulzio sia del maresciallo Teodoro Trivulzio. Aveva una sorella di nome Domitilla, dotata di grande intelletto. Un suo nipote, Giovanni, sposò Laura, figlia di  Sigismondo I Gonzaga, Signore di Vescovato.
Fu proclamato cardinale da papa Leone X nel concistoro del 1º luglio 1517. Il 6 luglio dello stesso anno riceveva la diaconia di Sant'Adriano al Foro. Il 17 agosto 1537 opterà per la diaconia di Sant'Eustachio, mantenendo in commenda quella di Sant'Adriano al Foro, ma il 6 settembre dello stesso anno opterà nuovamente per la diaconia di Sant'Adriano al Foro.
Venne nominato amministratore apostolico di Reggio Calabria il 24 agosto 1520, incarico da cui si dimise il 1º ottobre dello stesso anno lasciandolo al fratello Pietro.
Fu amministratore apostolico di Alessano dal 3 giugno 1521 fino alle dimissioni del 20 luglio 1526; amministratore apostolico e vescovo-conte di Bobbio dal 26 settembre 1522 fino alle dimissioni in favore del parente Ambrogio Trivulzio rassegnate il 27 maggio 1524; amministratore apostolico di Tolone dal 22 giugno 1524 fino alle dimissioni in favore del parente Antonio Trivulzio juniore rassegnate il 7 giugno 1535; amministratore apostolico di Le Puy dal 15 settembre 1525 fino alle dimissioni dell'8 ottobre dello stesso anno; amministratore apostolico di Avranches dal 2 maggio 1526 fino alle dimissioni del 19 ottobre dello stesso anno; di Asti dal 25 settembre 1528 alle dimissioni del 16 luglio 1529 e successivamente dal 1536 alla morte; amministratore apostolico di Bayeux dal 6 ottobre 1531 fino alla morte; di Brugnato dal 21 febbraio 1539 fino alle dimissioni del 5 marzo 1548; amministratore apostolico di Périgueux dal 27 agosto 1541 fino alla morte.
Nonostante tutti questi incarichi non fu mai consacrato vescovo.
In seguito al sacco di Roma del 1527 fu preso come ostaggio delle truppe imperiali e tenuto prigioniero nella fortezza di Castelnuovo a Napoli per 18 mesi.
Compì lunghe ricerche sulla storia della Chiesa e dei papi, ma morì prima di poter pubblicare i suoi studi.
Morì a Roma il 30 marzo 1548 e fu sepolto nella basilica di Santa Maria del Popolo. Non ottenne dal papa il permesso di fare testamento, cosicché il papa stesso poté divenire suo erede universale.

## Successione apostolica
La successione apostolica è:
- Vescovo Silvio Messaglia, O.Cist. (1520)

## Ascendenza
|                    |   |                  | Genitori     |  |  | Nonni |  |  | Bisnonni              |  |  | Trisnonni           |  |
|                    |   |                  |              |  |  |       |  |  | Giangiacomo Trivulzio |  |  | Antoniolo Trivulzio |  |
|                    |   |                  |              |  |  |       |  |  | Giangiacomo Trivulzio |  |  | Antoniolo Trivulzio |  |
|                    |   | Bianca Landriani |              |  |  |       |  |  | Giangiacomo Trivulzio |  |  |                     |  |
| Pietro Trivulzio   |   |                  |              |  |  |       |  |  | Giangiacomo Trivulzio |  |  |                     |  |
|                    |   | Antonia Fagnani  | …            |  |  |       |  |  |                       |  |  |                     |  |
|                    |   | Antonia Fagnani  | …            |  |  |       |  |  |                       |  |  |                     |  |
|                    |   | Antonia Fagnani  | …            |  |  |       |  |  |                       |  |  |                     |  |
| Giovanni Trivulzio |   | Antonia Fagnani  |              |  |  |       |  |  |                       |  |  |                     |  |
|                    |   | Teodoro Bossi    | Fabrio Bossi |  |  |       |  |  |                       |  |  |                     |  |
|                    |   | Teodoro Bossi    | Fabrio Bossi |  |  |       |  |  |                       |  |  |                     |  |
|                    |   | Teodoro Bossi    | …            |  |  |       |  |  |                       |  |  |                     |  |
| Laura Bossi        |   | Teodoro Bossi    |              |  |  |       |  |  |                       |  |  |                     |  |
|                    |   | …                | …            |  |  |       |  |  |                       |  |  |                     |  |
|                    |   | …                | …            |  |  |       |  |  |                       |  |  |                     |  |
|                    |   | …                | …            |  |  |       |  |  |                       |  |  |                     |  |
| Agostino Trivulzio |   | …                |              |  |  |       |  |  |                       |  |  |                     |  |
|                    | … | …                |              |  |  |       |  |  |                       |  |  |                     |  |
|                    | … | …                |              |  |  |       |  |  |                       |  |  |                     |  |
|                    | … | …                |              |  |  |       |  |  |                       |  |  |                     |  |
| …                  | … |                  |              |  |  |       |  |  |                       |  |  |                     |  |
|                    |   | …                | …            |  |  |       |  |  |                       |  |  |                     |  |
|                    |   | …                | …            |  |  |       |  |  |                       |  |  |                     |  |
|                    |   | …                | …            |  |  |       |  |  |                       |  |  |                     |  |
| Angiola Martinengo |   | …                |              |  |  |       |  |  |                       |  |  |                     |  |
|                    |   | …                | …            |  |  |       |  |  |                       |  |  |                     |  |
|                    |   | …                | …            |  |  |       |  |  |                       |  |  |                     |  |
|                    |   | …                | …            |  |  |       |  |  |                       |  |  |                     |  |
| …                  |   | …                |              |  |  |       |  |  |                       |  |  |                     |  |
|                    |   | …                | …            |  |  |       |  |  |                       |  |  |                     |  |
|                    |   | …                | …            |  |  |       |  |  |                       |  |  |                     |  |
|                    |   | …                | …            |  |  |       |  |  |                       |  |  |                     |  |
|                    |   | …                |              |  |  |       |  |  |                       |  |  |                     |  |